# Rhianodes atratus
Rhianodes atratus är en spindelart som först beskrevs av Tord Tamerlan Teodor Thorell 1890.  Rhianodes atratus ingår i släktet Rhianodes och familjen Barychelidae. Inga underarter finns listade i Catalogue of Life.